# Germaine Roger
Victoria Calixte Bousquet  dite Germaine Roger, née le 12 février 1910 à Marseille et morte le 20 avril 1975 à Savigny-sur-Orge, est une chanteuse d'opérette et directrice de théâtre.

## Biographie
Après avoir remporté un concours de beauté dans sa ville natale en 1929, elle est admise comme soprano léger au conservatoire de Marseille, puis débute à Paris à la Gaîté-Lyrique. Elle se partage alors entre le répertoire (Mam'zelle Nitouche) et des créations d'Albert Willemetz, de Josef Szulc, de Georges van Parys, de Louis Beydts ou de Maurice Yvain.
Elle entreprend aussi une carrière au cinéma et va devenir la vedette des opérettes de Vincent Scotto portées à l'écran : Trois de la marine (1934), Un de la Canebière (1938, où elle interprète notamment Le Plus Beau Tango du monde, en duo avec Alibert), Les Gangsters du Château d'If (1939).
Après la mort de son mari Henri Montjoye, en 1950, elle lui succède à la direction de la Gaîté-Lyrique jusqu'à ce que ce temple parisien de l'opérette soit obligé de fermer en 1964 pour des raisons financières.

## Filmographie
- 1932 : Coups de roulis de Jean de La Cour : Betty.
- 1932 : Bariole, de Benno Vigny
- 1932 : La Pouponnière, de Jean Boyer :  Christiane Delannoy.
- 1932 : Hôtel des étudiants, de Victor Tourjansky : une étudiante.
- 1932 : Une faible femme, de Max de Vaucorbeil : Jacqueline.
- 1933 : Tambour battant d'André Beucler et Arthur Robison
- 1933 : Caprice de princesse, de Karl Hartl et Henri-Georges Clouzot : Henriette.
- 1934 : La Caserne en folie, de Maurice Cammage
- 1934 : Trois de la marine, de Charles Barrois : Rosette.
- 1934 : Un drôle de locataire, court-métrage de René Pujol.
- 1934 : Alcide pépie, court-métrage de René Jayet
- 1935 : La Mascotte, de Léon Mathot : Bettina.
- 1935 : Debout là-dedans ! de Henry Wulschleger : Clara.
- 1935 : La Petite Sauvage, de Jean de Limur
- 1935 : Train de plaisir, de Léo Joannon : Marguerite.
- 1936 : Jacques et Jacotte, de Robert Péguy : Annie.
- 1936 : La Petite Dame du wagon-lit, de Maurice Cammage : Simone.
- 1936 : Les Croquignolle, court-métrage de Robert Péguy
- 1937 : J'arrose mes galons, de René Pujol
- 1938 : Un de la Canebière, de René Pujol : Francine.
- 1938 : Les Rois de la flotte, de René Pujol
- 1939 : Les Gangsters du château d'If, de René Pujol : Nine